# Rumień nagły

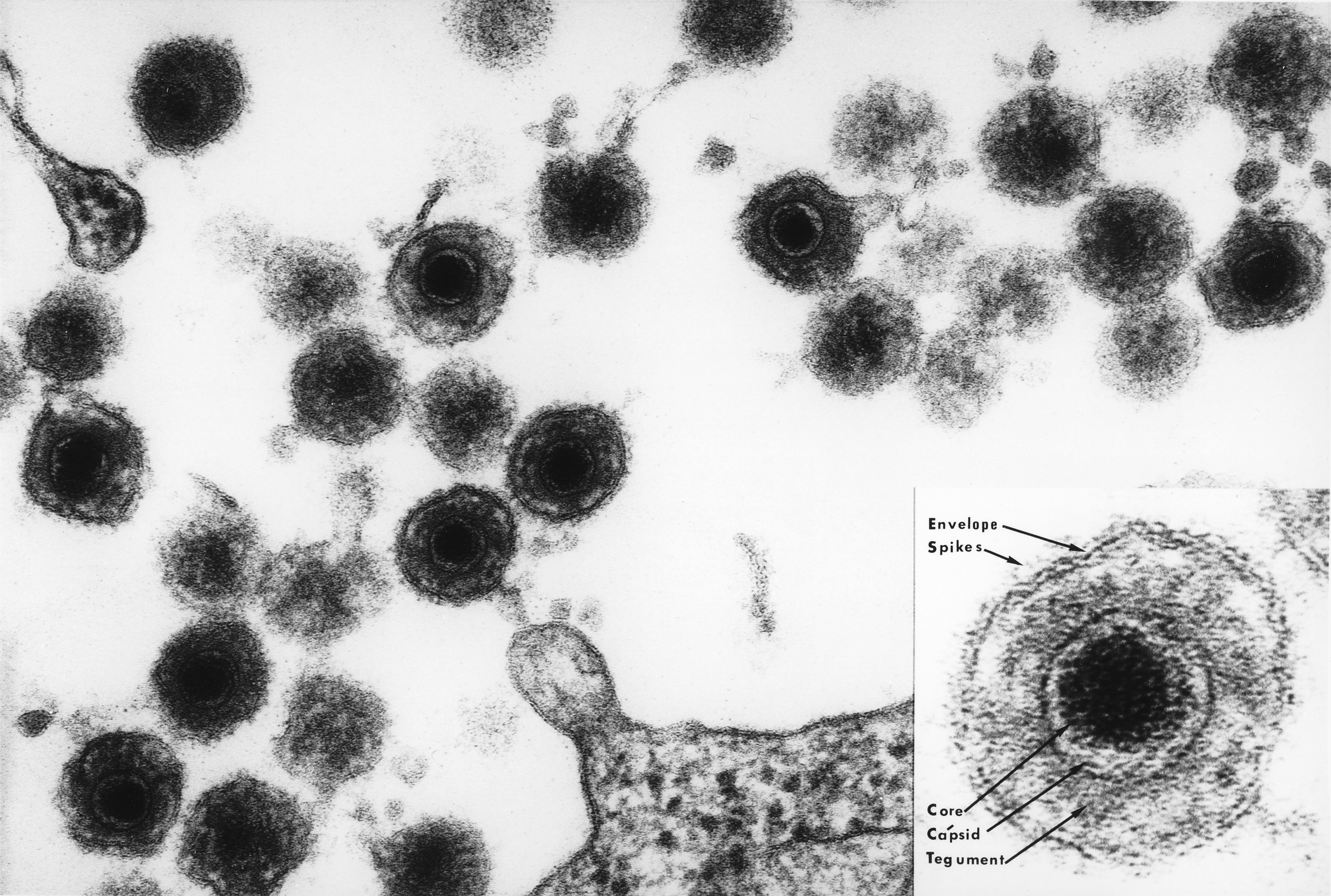
Mikrofotografia elektronowa HHV-6

Rumień nagły (gorączka trzydniowa, trzydniówka, choroba szósta, łac. exanthema subitum) – choroba zakaźna dzieci, głównie w wieku do 2 lat, wywołana przez wirus HHV-6 (występujący w odmianie A i B) oraz HHV-7. Gorączkę trzydniową po raz pierwszy opisano w 1910 roku, jej przyczynę znaleziono w 1988 roku. Chorują na nią dzieci między 6 a 24 miesiącem życia. Okres wylęgania wynosi od 7 do 17 dni.

## Objawy i przebieg
U dziecka po raz pierwszy zakażonego wirusem HHV-6 pojawia się jako pierwszy objaw kilkudniowa wysoka gorączka (nawet powyżej 39 °C). Zwykle dziecko pomimo wysokiej gorączki czuje się dobrze. Wysoka temperatura może utrzymywać się od 3 do 7 dni (zwykle 3–4 dni). Najczęściej gorączka występuje jako jedyny objaw, chociaż mogą jej towarzyszyć zmiany grudkowe w gardle, kaszel, katar, biegunka, powiększenie węzłów chłonnych szyjnych oraz drgawki. Rumień nagły może być jedną z głównych przyczyn drgawek gorączkowych u niemowląt. Gorączka obniża się nagle najczęściej w 3–4 dniu choroby. Gdy temperatura wraca do normy, na skórze pojawiają się wykwity. Wysypka jest grudkowo-plamista na twarzy i tułowiu. Wysypka szybko blednie i całkowicie ustępuje po kilku dniach. W momencie pojawienia się wysypki stan dziecka poprawia się. Rzadko występujące zakażenie HHV-6 u dorosłych przypomina przebiegiem mononukleozę.
Po przebyciu zakażenia wirus przechodzi w formę latentną.
Uważa się, że połowa wszystkich przypadków gorączki u niemowląt jest spowodowana zakażeniem HHV-6, więc jest to jedna z najczęstszych infekcji występujących u niemowląt.
HHV-6 jako jedyny znany herpeswirus wywołujący infekcje u ludzi, potrafi wbudować DNA do genomu rodzica i zostać w ten sposób odziedziczony przez dziecko. Oszacowano, że wrodzone infekcje występują u około 1% dzieci.

## Leczenie
Choroba nie wymaga leczenia, ustępuje samoistnie. Stosuje się leczenie objawowe, głównie leki przeciwgorączkowe (ibuprofen, paracetamol). Nie poznano sposobu skrócenia czasu trwania gorączki trzydniowej, ani jej zapobiegania.